# Psechrus argentatus
Espèce
Synonymes
- Tegenaria argentata Doleschall, 1857
- Uloborus flavolineatus Rainbow, 1898
- Psechrus castaneus Hogg, 1914

Psechrus argentatus est une espèce d'araignées aranéomorphes de la famille des Psechridae.

## Distribution
Cette espèce se rencontre, :
- en Indonésie à Sulawesi, à Florès, aux Moluques et en Nouvelle-Guinée occidentale ;
- en Papouasie-Nouvelle-Guinée en Nouvelle-Guinée orientale, en Nouvelle-Irlande et en Nouvelle-Bretagne ;
- en Australie dans le Nord du Queensland.

## Description
Le mâle mesure 17,0 mm et la femelle 20,0 mm

## Publication originale
- Doleschall, 1857 : Bijdrage tot de Kenntis der Arachniden van den Indischen Archipel. Verhandelingen der Natuurkundige Vereeniging in Nederlandsch-Indie (Acta Societatis Scientiarum Indo-Neerlandicae), vol. 13, p. 339-434.